# Clostridium thermocellum
Il Clostridium thermocellum è una specie di batterio appartenente alla famiglia delle Clostridiaceae. Viene chiamato anche microrganismo cellulolitico e vive in diversi habitat, nel suolo ma anche nel sistema digerente di insetti o vermi e nel rumine degli erbivori.
Il C. thermocellum ha ottenuto un notevole interesse nella ricerca dal momento che è in grado di idrolizzare direttamente un substrato ricco di cellulosa e sintetizzare etanolo. Questa abilità lo rende utile per convertire la biomassa in una sorgente energetica adoperabile. La degradazione della cellulosa viene attuata dal batterio da un grande complesso di cellulasi extracellulare detto cellulosoma, il quale contiene circa 20 subunità catalitiche.
Il sistema di cellulasi di questo batterio differisce in maniera significativa dalle cellulasi fungine poiché possiede un'attività molto più elevata sulla cellulosa cristallina, a tal punto da riuscire a solubilizzare completamente le sorgenti di cellulosa come il cotone . Tuttavia ci sono alcune problematiche nell'applicazione di questo organismo, infatti ha rese di etanolo alquanto basse causate da metabolismi fermentativi secondari che producono acetato, formiato e lattato in contemporanea con l'etanolo.
Ci sono anche delle evidenze sperimentali che mostrano una qualche inibizione del processo produttivo mediata dalla presenza di idrogeno e influenzata dall'agitazione nel bioreattore. Alcune recenti ricerche mirano a ottimizzare la via metabolica di produzione dell'etanolo nella speranza di creare una conversione della biomassa più efficiente.